# Sandvikgrundet
Sandvikgrundet är en ö i Finland. Den ligger i Bottenviken och i kommunen Larsmo i den ekonomiska regionen  Jakobstadsregionen i landskapet Österbotten, i den nordvästra delen av landet. Ön ligger omkring 100 kilometer nordöst om Vasa och omkring 420 kilometer norr om Helsingfors.
Öns area är 2 hektar och dess största längd är 210 meter i öst-västlig riktning.